# Faucett Perú

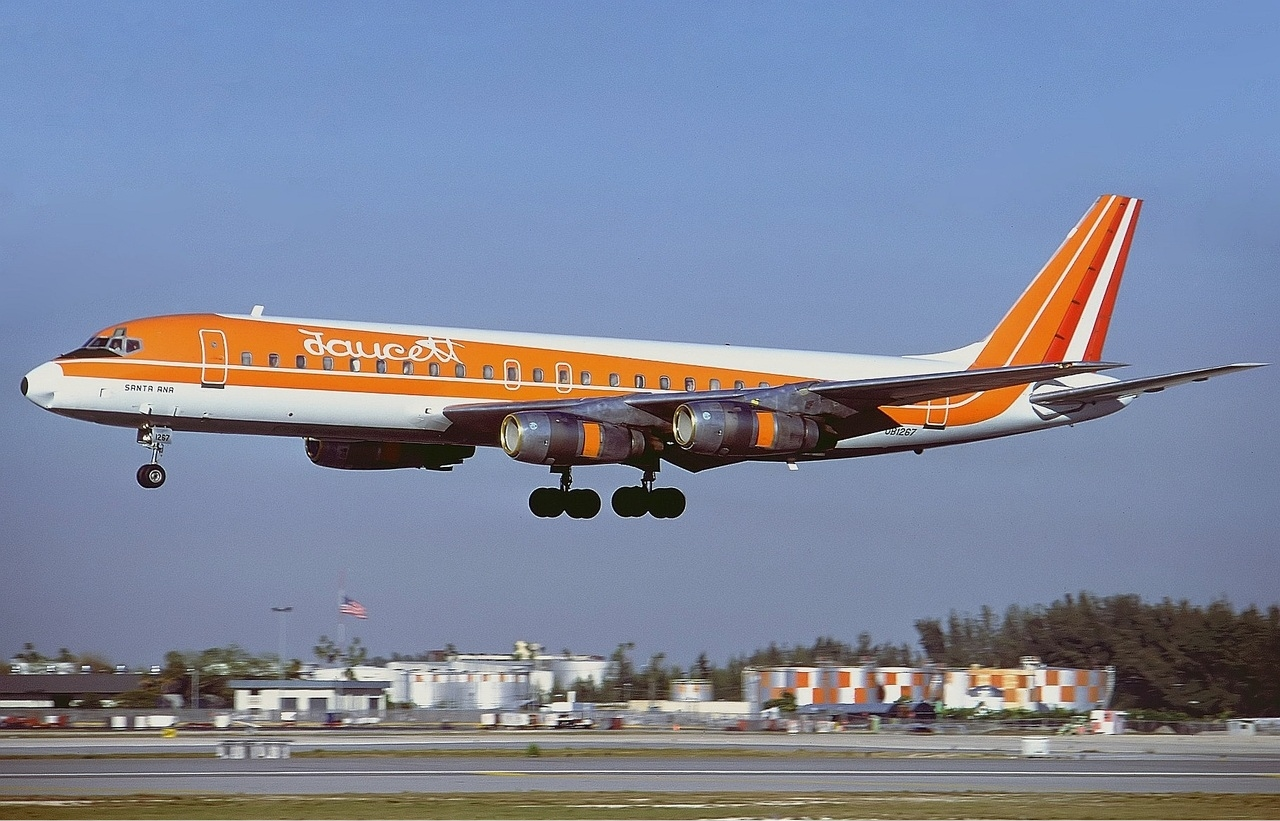
Eine Douglas DC-8-52 der Faucett Perú im Jahr 1990

Die Compañía de Aviación Faucett S.A., im Markenauftritt Faucett Perú oder kurz Faucett, war eine peruanische Fluggesellschaft, die ihren Betrieb im November 1997 eingestellt hat.

## Geschichte
Im Jahr 1920 wanderte der US-amerikanische Pilot Elmer J. Faucett nach Peru aus, wo er als Repräsentant der Curtiss Export Company tätig war. Nach dem Konkurs dieses Unternehmen führte Faucett mit einer Curtiss Oriole eigenverantwortlich Auftragsflüge in Peru durch. Am 15. September 1928 gründete er mit Unterstützung peruanischer Geschäftsleute die Compañía de Aviación Faucett S.A. (C.A.F.), eine der ersten peruanischen Fluggesellschaften und eines der ersten Lufttransportunternehmen in Lateinamerika überhaupt. Die Betriebsaufnahme erfolgte am 27. September 1928 mit importierten Stinson Detroiter, die auf Flügen von Lima nach Talara im Norden und Arequipa im Süden zum Einsatz kamen. Weitere 30 auf diesem Typ basierende und als Stinson-Faucett F-19 bezeichnete Lizenzbauten fertigte C.A.F. von 1934 bis 1946 selbst in Peru, von denen einige auch an andere Unternehmen und an die peruanische Regierung verkauft wurden. Im Jahr 1937 übernahm C.A.F. die Fluggesellschaft Aerovias del Perú und integrierte sie in das Unternehmen. Zu dieser Zeit wurden sieben F-19 betrieben. Ende 1945 erwarb die Gesellschaft, die bis dahin ausschließlich einmotorige Maschinen eingesetzt hatte, mehrere Douglas DC-3 und Douglas DC-4 aus dem Bestand der United States Army Air Forces. Im Jahr 1951 zog sich der Firmengründer Elmer J. Faucett aus dem Unternehmen zurück. Die Flotte bestand zu dieser Zeit aus acht Douglas DC-3 (C-47), vier Douglas DC-4 (C-54) und sieben Stinson-Faucett F-19, mit denen 31 Zielorte in Peru planmäßig angeflogen wurden.
Die erste Douglas DC-6 wurde im Jahr 1960 von Pan American-Grace Airways (Panagra) erworben, die damals eine 19%ige Beteiligung an der C.A.F. besaß. Die anderen Anteile wurden in den 1960er Jahren zu 37 % von der Holding Faucett Foundation und zu 44 % von Privatinvestoren gehalten. Als Panagra im Jahr 1967 mit der US-amerikanischen Braniff International Airways (BIA) fusioniert wurde, gingen ihre Faucett-Gesellschaftsanteile an diese über. Gleichzeitig wurden Faucett Perú die zuvor an Panagra vergebenen Streckenrechte für Linienflüge von Lima über Panama-Stadt (Panama) nach Miami (USA) zugesprochen, die sie jedoch zunächst nicht nutzte. Erst Anfang der 1970er Jahre nahm die Gesellschaft den Betrieb auf dieser Route auf, wobei sie allerdings bis 1982 nur Frachtflüge nach Miami durchführte. Auf der Strecke wurden anfangs zu Frachtflugzeugen umgebaute DC-6B eingesetzt.
Faucett Perú übernahm am 9. April 1968 eine werksneue Boeing 727-100 und damit ihr erstes Strahlflugzeug. Als Erstkunde erhielt sie am 23. Juli 1971 eine BAC 1-11 der Series 475 vom Hersteller, die für den Betrieb von heißen und hochgelegenen Flughäfen ausgelegt war. Eine zweite werksneue Maschine dieses Typs wurde am 19. Juli 1974 an die Gesellschaft ausgeliefert, gefolgt von einer gebraucht erworbenen BAC 111-500 am 3. August 1977. Zudem stellte Faucett Perú ab Mitte der 1970er Jahre mehrere geleaste Boeing 727-100C in Dienst. Für die Frachtflüge nach Miami wurden nacheinander ab August 1978 eine Boeing 707-300F sowie ab Oktober 1979 eine Douglas DC-8-33(F) im Wetlease gemietet.
Zum größten Anteilshalter der Gesellschaft wurde im Sommer 1982 das Luftfrachtunternehmen Aeronaves del Perú.
Am 15. November 1999 wurde die Fluggesellschaft für bankrott erklärt.

## Zwischenfälle
- Am 10. Februar 1949 wurde eine Douglas DC-3/C-47B-15-DK der Faucett Perú (Luftfahrzeugkennzeichen OB-PAV-223) im Anflug auf den Flughafen Huánuco (Peru) gegen einen Berggipfel geflogen. Bei diesem CFIT (Controlled flight into terrain) wurden alle 16 Insassen getötet, drei Besatzungsmitglieder und 13 Passagiere.[9]

- Am 2. Oktober 1955 verunglückte eine Douglas DC-4/C-54A-1-DC der Faucett Perú (OB-PAZ-228) nahe der Stadt Viñac im gleichnamigen Distrikt Viñac (Peru). Nach Ausbruch eines Triebwerksbrandes misslang der Versuch einer Notlandung in dem bergigen Gelände, so dass die Maschine zerstört wurde. Von den 35 Insassen überlebten nur 14 Passagiere; die 4 Besatzungsmitglieder und 17 Passagiere kamen ums Leben.[10]

- Am 4. Februar 1962 kehrten die Piloten einer Douglas DC-3/C-53-DO der Faucett Perú (OB-PBH-530) wegen schlechten Wetters zum Ausgangspunkt zurück. Aus unbekannten Gründen brach 17 Kilometer nordöstlich von Tingo María (Peru) das linke Höhenleitwerk ab. Das Flugzeug geriet außer Kontrolle und stürzte 86 Kilometer vom Zielflughafen Huánuco ab. Alle 18 Insassen, drei Besatzungsmitglieder und 15 Passagiere, kamen ums Leben.[11]

- Am 8. Dezember 1967 wurde eine Douglas DC-4/C-54A-5-DC der Faucett Perú (OB-R-148) in einer Höhe von 3.100 Metern (10.200 Fuß) in die Bergkette Cordillera de Carpish (Peru) geflogen. Die Maschine befand sich auf einem Inlandsflug vom Flughafen Huánuco zur nur 70 Kilometer entfernten Stadt Tingo María. Bei diesem CFIT (Controlled flight into terrain) wurden alle 72 Insassen getötet, sechs Besatzungsmitglieder und 66 Passagiere.[12]

- Am 14. Januar 1970 kollidierte eine Douglas DC-4/RC-54V der Faucett Perú (OB-R-776) mit dem Berg Pozo Chuño im Distrikt Contumazá (Peru). Das Flugzeug war auf dem Weg vom Flughafen Trujillo nach Juanjuí. Alle 28 Insassen, vier Besatzungsmitglieder und 24 Passagiere, kamen ums Leben.[13]

- Am 30. Dezember 1976 flog eine Douglas DC-4/C-54A-1-DO der Faucett Perú (OB-R-247) sieben Minuten nach dem Start vom Flughafen Trujillo (Peru) in den 27 Kilometer nördlich davon gelegenen Berg Cerro Pintado. Alle 24 Insassen, fünf Besatzungsmitglieder und 19 Passagiere, wurden getötet.[14]

- Am 11. September 1990 verschwand eine Boeing 727 der peruanischen Faucett (Luftfahrzeugkennzeichen OB-1303) auf einem Überführungsflug von Malta nach Peru via Keflavík, Island etwa 290 Kilometer südöstlich von Cape Race, Neufundland, Kanada im Nord-Atlantik. Alle 16 Insassen kamen dabei um. Es wird vermutet, dass das Flugzeug wegen Treibstoffmangels etwa 290 Kilometer südöstlich von Neufundland notgewassert wurde.[15]

- Am 29. Februar 1996 wurde eine von American Airlines geleaste Boeing 737-200 fünf Minuten vor der Landung auf dem Flughafen Arequipa gegen einen Berg geflogen, dabei starben alle an Bord befindlichen 117 Passagiere und 6 Crew-Mitglieder (siehe auch Faucett-Perú-Flug 251).